# Ekaterinburg Ural Lightnings
Gli Ekaterinburg Ural Lightnings ((RU)  Уральские Молнии) sono una squadra di football americano di Ekaterinburg, in Russia, fondata nel 2008.

## Dettaglio stagioni

### Tornei nazionali

#### Campionato

##### LAF/Campionato russo
| Stagione | regular season | regular season | regular season | regular season | regular season | regular season | playoff | playoff | playoff | playoff | playoff | playoff                          | playoff                       |
|          | Vin            | Par            | Per            | Tot            | PF             | PS             | Vin     | Per     | Tot     | PF      | PS      | risultato                        | avversaria                    |
| -------- | -------------- | -------------- | -------------- | -------------- | -------------- | -------------- | ------- | ------- | ------- | ------- | ------- | -------------------------------- | ----------------------------- |
| 2015     | 3              | 0              | 1              | 4              | 91             | 52             | 0       | 1       | 1       | 13      | 24      | Wild Card                        | Moscow Spartans               |
| 2016     | 4              | 0              | 2              | 6              | 238            | 108            | -       | -       | -       | -       | -       | -                                | -                             |
| 2017     | 2              | 0              | 1              | 3              | 98             | 38             | 1       | 2       | 3       | 50      | 60      | Quarto posto Coppa delle Regioni | Petrozavodsk Karelian Gunners |
| 2018     | 3              | 0              | 3              | 6              | 121            | 126            | 1       | 1       | 2       | 60      | 37      | Terzo posto Coppa delle Regioni  | Moscow Dragons                |
| 2019     | 2              | 0              | 1              | 3              | 54             | 44             | -       | -       | -       | -       | -       | -                                | -                             |
| Totale   | 14             | 0              | 8              | 22             | 602            | 368            | 2       | 4       | 6       | 123     | 121     |                                  |                               |

Fonti: Enciclopedia del Football - A cura di Roberto Mezzetti

##### EESL Pervaja Liga
| Stagione | regular season | regular season | regular season | regular season | regular season | regular season | playoff | playoff | playoff | playoff | playoff | playoff   | playoff    |
|          | Vin            | Par            | Per            | Tot            | PF             | PS             | Vin     | Per     | Tot     | PF      | PS      | risultato | avversaria |
| -------- | -------------- | -------------- | -------------- | -------------- | -------------- | -------------- | ------- | ------- | ------- | ------- | ------- | --------- | ---------- |
| 2021     | 3              | 0              | 1              | 4              | 108            | 33             | -       | -       | -       | -       | -       | -         | -          |
| 2022     | 2              | 0              | 2              | 4              | 90             | 110            | -       | -       | -       | -       | -       | -         | -          |
| Totale   | 5              | 0              | 3              | 4              | 198            | 143            | -       | -       | -       | -       | -       |           |            |

Fonti: Enciclopedia del Football - A cura di Roberto Mezzetti

#### Coppa
| Stagione | regular season | regular season | regular season | regular season | regular season | regular season | playoff | playoff | playoff | playoff | playoff | playoff          | playoff                   |
|          | Vin            | Par            | Per            | Tot            | PF             | PS             | Vin     | Per     | Tot     | PF      | PS      | risultato        | avversaria                |
| -------- | -------------- | -------------- | -------------- | -------------- | -------------- | -------------- | ------- | ------- | ------- | ------- | ------- | ---------------- | ------------------------- |
| 2020     | 2              | 0              | 2              | 4              | 62             | 49             | -       | -       | -       | -       | -       | -                | -                         |
| 2021     | -              | -              | -              | -              | -              | -              | 0       | 1       | 1       | 0       | 44      | Quarti di finale | Sankt Petersburg Griffins |
| Totale   | 2              | 0              | 2              | 4              | 62             | 49             | 0       | 1       | 1       | 0       | 44      |                  |                           |

Fonti: Enciclopedia del Football - A cura di Roberto Mezzetti

### Riepilogo fasi finali disputate
| Anno          | Luogo          | Evento          | Fase del torneo                          | Incontro                                                     | Risultato |
| 9 agosto 2015 | Mosca          | Campionato      | Wild Card                                | Moscow Spartans - Ekaterinburg Ural Lightnings               | 24 - 13   |
| 6 agosto 2017 | Rostov Velikij | Campionato      | Turno di consolazione                    | Ekaterinburg Ural Lightnings - Petrozavodsk Karelian Gunners | 20 - 25   |
| 5 agosto 2018 | Perm'          | Campionato      | Finale 3º - 4º posto Coppa delle Regioni | Ekaterinburg Ural Lightnings - Moscow Dragons                | 42 - 0    |
| 4 luglio 2021 | Ekaterinburg   | Coppa di Russia | Quarti di finale                         | Ekaterinburg Ural Lightnings - Sankt Petersburg Griffins     | 0 - 44    |

## Palmarès
- 3 Campionati degli Urali (2014, 2015, 2017)
- 2 Coppe degli Urali (2016, 2017)
- 1 Volga Bowl (2011)